# 2003年のナショナルリーグチャンピオンシップシリーズ
2003年の野球において、メジャーリーグベースボール（MLB）のポストシーズンは9月30日に開幕した。ナショナルリーグの第34回リーグチャンピオンシップシリーズ（34th National League Championship Series、以下「リーグ優勝決定戦」と表記）は、10月7日から15日にかけて計7試合が開催された。その結果、フロリダ・マーリンズ（東地区）がシカゴ・カブス（中地区）を4勝3敗で下し、6年ぶり2回目のリーグ優勝およびワールドシリーズ進出を果たした。
両球団がポストシーズンで対戦するのはこれが初めて。この年のレギュラーシーズンでは両球団は6試合対戦し、カブスが4勝2敗と勝ち越していた。今シリーズでは、カブスが58年ぶりのリーグ優勝を目指し第4戦で先に王手をかけたが、マーリンズが第5戦からの3連勝で逆転優勝した。ポストシーズンの7戦4勝制シリーズにおいて1勝3敗から逆転優勝したのは、今回のマーリンズが1996年ナショナルリーグ優勝決定戦のアトランタ・ブレーブス以来7年ぶり、延べ9球団目である。第6戦でカブスは、3点リードで勝利まであとアウト5つに迫っていたが、8回表に一挙8点を失い逆転負けを喫した。このとき、男性ファンによるファウルフライ捕球妨害があったことから、そのファンはスケープゴートとして大バッシングを集めた。シリーズMVPには、第1戦で2安打を放ち5打点を挙げるなど、7試合で打率.321・2本塁打・10打点・OPS 1.031という成績を残したマーリンズのイバン・ロドリゲスが選出された。このあとマーリンズは、ワールドシリーズでもアメリカンリーグ王者ニューヨーク・ヤンキースを4勝2敗で下し、6年ぶり2度目の優勝を成し遂げた。

## 試合結果
2003年のナショナルリーグ優勝決定戦は10月7日に開幕し、途中に移動日を挟んで9日間で7試合が行われた。日程・結果は以下の通り。
| 日付                                                | 試合  | ビジター球団（先攻） | スコア | ホーム球団（後攻）   | 開催球場                     | 開催球場                                         |
| --------------------------------------------------- | ----- | -------------------- | ------ | -------------------- | ---------------------------- | ------------------------------------------------ |
| 10月07日（火）                                      | 第1戦 | フロリダ・マーリンズ | 9－8   | シカゴ・カブス       | リグレー・フィールド         | リグレー・フィールドプロ・プレイヤー・スタジアム |
| 10月08日（水）                                      | 第2戦 | フロリダ・マーリンズ | 3－12  | シカゴ・カブス       | リグレー・フィールド         | リグレー・フィールドプロ・プレイヤー・スタジアム |
| 10月09日（木）                                      |       | 移動日               | 移動日 | 移動日               |                              | リグレー・フィールドプロ・プレイヤー・スタジアム |
| 10月10日（金）                                      | 第3戦 | シカゴ・カブス       | 5－4   | フロリダ・マーリンズ | プロ・プレイヤー・スタジアム | リグレー・フィールドプロ・プレイヤー・スタジアム |
| 10月11日（土）                                      | 第4戦 | シカゴ・カブス       | 8－3   | フロリダ・マーリンズ | プロ・プレイヤー・スタジアム | リグレー・フィールドプロ・プレイヤー・スタジアム |
| 10月12日（日）                                      | 第5戦 | シカゴ・カブス       | 0－4   | フロリダ・マーリンズ | プロ・プレイヤー・スタジアム | リグレー・フィールドプロ・プレイヤー・スタジアム |
| 10月13日（月）                                      |       | 移動日               | 移動日 | 移動日               |                              | リグレー・フィールドプロ・プレイヤー・スタジアム |
| 10月14日（火）                                      | 第6戦 | フロリダ・マーリンズ | 8－3   | シカゴ・カブス       | リグレー・フィールド         | リグレー・フィールドプロ・プレイヤー・スタジアム |
| 10月15日（水）                                      | 第7戦 | フロリダ・マーリンズ | 9－6   | シカゴ・カブス       | リグレー・フィールド         | リグレー・フィールドプロ・プレイヤー・スタジアム |
| 優勝：フロリダ・マーリンズ（4勝3敗 / 6年ぶり2度目） |       |                      |        |                      |                              | リグレー・フィールドプロ・プレイヤー・スタジアム |

### 第1戦 10月7日
- リグレー・フィールド（イリノイ州シカゴ）

|                      | 1 | 2 | 3 | 4 | 5 | 6 | 7 | 8 | 9 | 10 | 11 | R | H  | E |
| -------------------- | - | - | - | - | - | - | - | - | - | -- | -- | - | -- | - |
| フロリダ・マーリンズ | 0 | 0 | 5 | 0 | 0 | 1 | 0 | 0 | 2 | 0  | 1  | 9 | 14 | 1 |
| シカゴ・カブス       | 4 | 0 | 0 | 0 | 0 | 2 | 0 | 0 | 2 | 0  | 0  | 8 | 11 | 1 |

1. 勝利：ウーゲット・ウービナ（1勝）
2. セーブ：ブレイデン・ルーパー（1S）
3. 敗戦：マーク・ガスリー（1敗）
4. 本塁打
FLA：イバン・ロドリゲス1号3ラン、ミゲル・カブレラ1号ソロ、フアン・エンカーナシオン1号ソロ、マイク・ローウェル1号ソロ
CHC：モイゼス・アルー1号2ラン、アレックス・S・ゴンザレス1号2ラン、サミー・ソーサ1号2ラン
5. 審判
［球審］ジェリー・クロフォード（4回表まで）→マイク・ライリー（4回裏から、クロフォードの体調不良により交代）
［塁審］一塁: チャック・メリウェザー、二塁: フィールディン・カルブレス、三塁: マイク・エベリット
［外審］左翼: ラリー・ポンシーノ、右翼: マイク・ライリー（4回表まで）→不在（4回裏から）
6. 夜間試合  試合時間: 3時間44分  観客: 3万9567人  気温: 75°F（23.9°C）
詳細: MLB.com Gameday / ESPN.com / Baseball-Reference.com / Fangraphs

| フロリダ・マーリンズ | フロリダ・マーリンズ | フロリダ・マーリンズ | フロリダ・マーリンズ | フロリダ・マーリンズ | シカゴ・カブス  | シカゴ・カブス  | シカゴ・カブス    | シカゴ・カブス | シカゴ・カブス                                                                                             |
| -------------------- | -------------------- | -------------------- | -------------------- | --- | --------------- | --------------- | ----------------- | -------------- | --- |
| 打順                 | 守備                 | 選手                 | 打席                 | J・ベケットI・ロドリゲスD・リーL・カスティーヨM・カブレラA・L・ゴンザレスJ・コーナインJ・ピエールJ・エンカー · ナシオン | 打順            | 守備            | 選手              | 打席           | C・ザンブラーノP・バコR・サイモンM・グルジラネックA・ラミレスA・S・ゴンザレスM・アルーK・ロフトンS・ソーサ |
| 1                    | 中                   | J・ピエール          | 左                   | J・ベケットI・ロドリゲスD・リーL・カスティーヨM・カブレラA・L・ゴンザレスJ・コーナインJ・ピエールJ・エンカー · ナシオン | 1               | 中              | K・ロフトン       | 左             | C・ザンブラーノP・バコR・サイモンM・グルジラネックA・ラミレスA・S・ゴンザレスM・アルーK・ロフトンS・ソーサ |
| 2                    | 二                   | L・カスティーヨ      | 両                   | J・ベケットI・ロドリゲスD・リーL・カスティーヨM・カブレラA・L・ゴンザレスJ・コーナインJ・ピエールJ・エンカー · ナシオン | 2               | 二              | M・グルジラネック | 右             | C・ザンブラーノP・バコR・サイモンM・グルジラネックA・ラミレスA・S・ゴンザレスM・アルーK・ロフトンS・ソーサ |
| 3                    | 捕                   | I・ロドリゲス        | 右                   | J・ベケットI・ロドリゲスD・リーL・カスティーヨM・カブレラA・L・ゴンザレスJ・コーナインJ・ピエールJ・エンカー · ナシオン | 3               | 右              | S・ソーサ         | 右             | C・ザンブラーノP・バコR・サイモンM・グルジラネックA・ラミレスA・S・ゴンザレスM・アルーK・ロフトンS・ソーサ |
| 4                    | 一                   | D・リー              | 右                   | J・ベケットI・ロドリゲスD・リーL・カスティーヨM・カブレラA・L・ゴンザレスJ・コーナインJ・ピエールJ・エンカー · ナシオン | 4               | 左              | M・アルー         | 右             | C・ザンブラーノP・バコR・サイモンM・グルジラネックA・ラミレスA・S・ゴンザレスM・アルーK・ロフトンS・ソーサ |
| 5                    | 三                   | M・カブレラ          | 右                   | J・ベケットI・ロドリゲスD・リーL・カスティーヨM・カブレラA・L・ゴンザレスJ・コーナインJ・ピエールJ・エンカー · ナシオン | 5               | 三              | A・ラミレス       | 右             | C・ザンブラーノP・バコR・サイモンM・グルジラネックA・ラミレスA・S・ゴンザレスM・アルーK・ロフトンS・ソーサ |
| 6                    | 右                   | J・エンカーナシオン  | 右                   | J・ベケットI・ロドリゲスD・リーL・カスティーヨM・カブレラA・L・ゴンザレスJ・コーナインJ・ピエールJ・エンカー · ナシオン | 6               | 一              | R・サイモン       | 左             | C・ザンブラーノP・バコR・サイモンM・グルジラネックA・ラミレスA・S・ゴンザレスM・アルーK・ロフトンS・ソーサ |
| 7                    | 左                   | J・コーナイン        | 右                   | J・ベケットI・ロドリゲスD・リーL・カスティーヨM・カブレラA・L・ゴンザレスJ・コーナインJ・ピエールJ・エンカー · ナシオン | 7               | 遊              | A・S・ゴンザレス  | 右             | C・ザンブラーノP・バコR・サイモンM・グルジラネックA・ラミレスA・S・ゴンザレスM・アルーK・ロフトンS・ソーサ |
| 8                    | 遊                   | A・L・ゴンザレス     | 右                   | J・ベケットI・ロドリゲスD・リーL・カスティーヨM・カブレラA・L・ゴンザレスJ・コーナインJ・ピエールJ・エンカー · ナシオン | 8               | 捕              | P・バコ           | 左             | C・ザンブラーノP・バコR・サイモンM・グルジラネックA・ラミレスA・S・ゴンザレスM・アルーK・ロフトンS・ソーサ |
| 9                    | 投                   | J・ベケット          | 右                   | J・ベケットI・ロドリゲスD・リーL・カスティーヨM・カブレラA・L・ゴンザレスJ・コーナインJ・ピエールJ・エンカー · ナシオン | 9               | 投              | C・ザンブラーノ   | 両             | C・ザンブラーノP・バコR・サイモンM・グルジラネックA・ラミレスA・S・ゴンザレスM・アルーK・ロフトンS・ソーサ |
| 先発投手             | 先発投手             | 先発投手             | 投球                 | J・ベケットI・ロドリゲスD・リーL・カスティーヨM・カブレラA・L・ゴンザレスJ・コーナインJ・ピエールJ・エンカー · ナシオン | 先発投手        | 先発投手        | 先発投手          | 投球           | C・ザンブラーノP・バコR・サイモンM・グルジラネックA・ラミレスA・S・ゴンザレスM・アルーK・ロフトンS・ソーサ |
| J・ベケット          | J・ベケット          | J・ベケット          | 右                   | J・ベケットI・ロドリゲスD・リーL・カスティーヨM・カブレラA・L・ゴンザレスJ・コーナインJ・ピエールJ・エンカー · ナシオン | C・ザンブラーノ | C・ザンブラーノ | C・ザンブラーノ   | 右             | C・ザンブラーノP・バコR・サイモンM・グルジラネックA・ラミレスA・S・ゴンザレスM・アルーK・ロフトンS・ソーサ |

### 第2戦 10月8日
- リグレー・フィールド（イリノイ州シカゴ）

|                      | 1 | 2 | 3 | 4 | 5 | 6 | 7 | 8 | 9 | R  | H  | E |
| -------------------- | - | - | - | - | - | - | - | - | - | -- | -- | - |
| フロリダ・マーリンズ | 0 | 0 | 0 | 0 | 0 | 2 | 0 | 1 | 0 | 3  | 9  | 1 |
| シカゴ・カブス       | 2 | 3 | 3 | 0 | 3 | 1 | 0 | 0 | X | 12 | 16 | 1 |

1. 勝利：マーク・プライアー（1勝）
2. 敗戦：ブラッド・ペニー（1敗）
3. 本塁打
FLA：デレク・リー1号ソロ、ミゲル・カブレラ2号ソロ
CHC：サミー・ソーサ2号2ラン、アラミス・ラミレス1号ソロ、アレックス・S・ゴンザレス2号2ラン・3号ソロ
4. 審判
［球審］チャック・メリウェザー
［塁審］一塁: フィールディン・カルブレス、二塁: ラリー・バノーバー、三塁: マイク・エベリット
［外審］左翼: ラリー・ポンシーノ、右翼: マイク・ライリー
5. 夜間試合  試合時間: 3時間2分  観客: 3万9562人  気温: 75°F（23.9°C）
詳細: MLB.com Gameday / ESPN.com / Baseball-Reference.com / Fangraphs

| フロリダ・マーリンズ | フロリダ・マーリンズ | フロリダ・マーリンズ | フロリダ・マーリンズ | フロリダ・マーリンズ                                                                                                  | シカゴ・カブス | シカゴ・カブス | シカゴ・カブス    | シカゴ・カブス | シカゴ・カブス                                                                                           |
| -------------------- | -------------------- | -------------------- | -------------------- | --- | -------------- | -------------- | ----------------- | -------------- | --- |
| 打順                 | 守備                 | 選手                 | 打席                 | B・ペニーI・ロドリゲスD・リーL・カスティーヨM・カブレラA・L・ゴンザレスJ・コーナインJ・ピエールJ・エンカー · ナシオン | 打順           | 守備           | 選手              | 打席           | M・プライアーP・バコR・サイモンM・グルジラネックA・ラミレスA・S・ゴンザレスM・アルーK・ロフトンS・ソーサ |
| 1                    | 中                   | J・ピエール          | 左                   | B・ペニーI・ロドリゲスD・リーL・カスティーヨM・カブレラA・L・ゴンザレスJ・コーナインJ・ピエールJ・エンカー · ナシオン | 1              | 中             | K・ロフトン       | 左             | M・プライアーP・バコR・サイモンM・グルジラネックA・ラミレスA・S・ゴンザレスM・アルーK・ロフトンS・ソーサ |
| 2                    | 二                   | L・カスティーヨ      | 両                   | B・ペニーI・ロドリゲスD・リーL・カスティーヨM・カブレラA・L・ゴンザレスJ・コーナインJ・ピエールJ・エンカー · ナシオン | 2              | 二             | M・グルジラネック | 右             | M・プライアーP・バコR・サイモンM・グルジラネックA・ラミレスA・S・ゴンザレスM・アルーK・ロフトンS・ソーサ |
| 3                    | 捕                   | I・ロドリゲス        | 右                   | B・ペニーI・ロドリゲスD・リーL・カスティーヨM・カブレラA・L・ゴンザレスJ・コーナインJ・ピエールJ・エンカー · ナシオン | 3              | 右             | S・ソーサ         | 右             | M・プライアーP・バコR・サイモンM・グルジラネックA・ラミレスA・S・ゴンザレスM・アルーK・ロフトンS・ソーサ |
| 4                    | 一                   | D・リー              | 右                   | B・ペニーI・ロドリゲスD・リーL・カスティーヨM・カブレラA・L・ゴンザレスJ・コーナインJ・ピエールJ・エンカー · ナシオン | 4              | 左             | M・アルー         | 右             | M・プライアーP・バコR・サイモンM・グルジラネックA・ラミレスA・S・ゴンザレスM・アルーK・ロフトンS・ソーサ |
| 5                    | 三                   | M・カブレラ          | 右                   | B・ペニーI・ロドリゲスD・リーL・カスティーヨM・カブレラA・L・ゴンザレスJ・コーナインJ・ピエールJ・エンカー · ナシオン | 5              | 三             | A・ラミレス       | 右             | M・プライアーP・バコR・サイモンM・グルジラネックA・ラミレスA・S・ゴンザレスM・アルーK・ロフトンS・ソーサ |
| 6                    | 右                   | J・エンカーナシオン  | 右                   | B・ペニーI・ロドリゲスD・リーL・カスティーヨM・カブレラA・L・ゴンザレスJ・コーナインJ・ピエールJ・エンカー · ナシオン | 6              | 一             | R・サイモン       | 左             | M・プライアーP・バコR・サイモンM・グルジラネックA・ラミレスA・S・ゴンザレスM・アルーK・ロフトンS・ソーサ |
| 7                    | 左                   | J・コーナイン        | 右                   | B・ペニーI・ロドリゲスD・リーL・カスティーヨM・カブレラA・L・ゴンザレスJ・コーナインJ・ピエールJ・エンカー · ナシオン | 7              | 遊             | A・S・ゴンザレス  | 右             | M・プライアーP・バコR・サイモンM・グルジラネックA・ラミレスA・S・ゴンザレスM・アルーK・ロフトンS・ソーサ |
| 8                    | 遊                   | A・L・ゴンザレス     | 右                   | B・ペニーI・ロドリゲスD・リーL・カスティーヨM・カブレラA・L・ゴンザレスJ・コーナインJ・ピエールJ・エンカー · ナシオン | 8              | 捕             | P・バコ           | 左             | M・プライアーP・バコR・サイモンM・グルジラネックA・ラミレスA・S・ゴンザレスM・アルーK・ロフトンS・ソーサ |
| 9                    | 投                   | B・ペニー            | 右                   | B・ペニーI・ロドリゲスD・リーL・カスティーヨM・カブレラA・L・ゴンザレスJ・コーナインJ・ピエールJ・エンカー · ナシオン | 9              | 投             | M・プライアー     | 右             | M・プライアーP・バコR・サイモンM・グルジラネックA・ラミレスA・S・ゴンザレスM・アルーK・ロフトンS・ソーサ |
| 先発投手             | 先発投手             | 先発投手             | 投球                 | B・ペニーI・ロドリゲスD・リーL・カスティーヨM・カブレラA・L・ゴンザレスJ・コーナインJ・ピエールJ・エンカー · ナシオン | 先発投手       | 先発投手       | 先発投手          | 投球           | M・プライアーP・バコR・サイモンM・グルジラネックA・ラミレスA・S・ゴンザレスM・アルーK・ロフトンS・ソーサ |
| B・ペニー            | B・ペニー            | B・ペニー            | 右                   | B・ペニーI・ロドリゲスD・リーL・カスティーヨM・カブレラA・L・ゴンザレスJ・コーナインJ・ピエールJ・エンカー · ナシオン | M・プライアー  | M・プライアー  | M・プライアー     | 右             | M・プライアーP・バコR・サイモンM・グルジラネックA・ラミレスA・S・ゴンザレスM・アルーK・ロフトンS・ソーサ |

### 第3戦 10月10日
- プロ・プレイヤー・スタジアム（フロリダ州マイアミガーデンズ）

|                      | 1 | 2 | 3 | 4 | 5 | 6 | 7 | 8 | 9 | 10 | 11 | R | H  | E |
| -------------------- | - | - | - | - | - | - | - | - | - | -- | -- | - | -- | - |
| シカゴ・カブス       | 1 | 1 | 0 | 0 | 0 | 0 | 0 | 2 | 0 | 0  | 1  | 5 | 12 | 0 |
| フロリダ・マーリンズ | 0 | 1 | 0 | 0 | 0 | 0 | 2 | 1 | 0 | 0  | 0  | 4 | 10 | 0 |

1. 勝利：ジョー・ボロウスキー（1勝）
2. セーブ：マイク・レムリンジャー（1S）
3. 敗戦：マイケル・テヘラ（1敗）
4. 本塁打
CHC：ランドール・サイモン1号2ラン
5. 審判
［球審］フィールディン・カルブレス
［塁審］一塁: マイク・エベリット、二塁: ラリー・ポンシーノ、三塁: マイク・ライリー
［外審］左翼: ジェリー・クロフォード、右翼: チャック・メリウェザー
6. 夜間試合  試合時間: 4時間16分  観客: 6万5115人  気温: 79°F（26.1°C）
詳細: MLB.com Gameday / ESPN.com / Baseball-Reference.com / Fangraphs

| シカゴ・カブス | シカゴ・カブス | シカゴ・カブス    | シカゴ・カブス | シカゴ・カブス                                                                                         | フロリダ・マーリンズ | フロリダ・マーリンズ | フロリダ・マーリンズ | フロリダ・マーリンズ | フロリダ・マーリンズ |
| -------------- | -------------- | ----------------- | -------------- | --- | -------------------- | -------------------- | -------------------- | -------------------- | --- |
| 打順           | 守備           | 選手              | 打席           | K・ウッドD・ミラーE・キャロスM・グルジラネックA・ラミレスA・S・ゴンザレスM・アルーK・ロフトンS・ソーサ | 打順                 | 守備                 | 選手                 | 打席                 | M・レッドマンI・ロドリゲスD・リーL・カスティーヨM・カブレラA・L・ゴンザレスJ・コーナインJ・ピエールJ・エンカー · ナシオン |
| 1              | 中             | K・ロフトン       | 左             | K・ウッドD・ミラーE・キャロスM・グルジラネックA・ラミレスA・S・ゴンザレスM・アルーK・ロフトンS・ソーサ | 1                    | 中                   | J・ピエール          | 左                   | M・レッドマンI・ロドリゲスD・リーL・カスティーヨM・カブレラA・L・ゴンザレスJ・コーナインJ・ピエールJ・エンカー · ナシオン |
| 2              | 二             | M・グルジラネック | 右             | K・ウッドD・ミラーE・キャロスM・グルジラネックA・ラミレスA・S・ゴンザレスM・アルーK・ロフトンS・ソーサ | 2                    | 二                   | L・カスティーヨ      | 両                   | M・レッドマンI・ロドリゲスD・リーL・カスティーヨM・カブレラA・L・ゴンザレスJ・コーナインJ・ピエールJ・エンカー · ナシオン |
| 3              | 右             | S・ソーサ         | 右             | K・ウッドD・ミラーE・キャロスM・グルジラネックA・ラミレスA・S・ゴンザレスM・アルーK・ロフトンS・ソーサ | 3                    | 捕                   | I・ロドリゲス        | 右                   | M・レッドマンI・ロドリゲスD・リーL・カスティーヨM・カブレラA・L・ゴンザレスJ・コーナインJ・ピエールJ・エンカー · ナシオン |
| 4              | 左             | M・アルー         | 右             | K・ウッドD・ミラーE・キャロスM・グルジラネックA・ラミレスA・S・ゴンザレスM・アルーK・ロフトンS・ソーサ | 4                    | 一                   | D・リー              | 右                   | M・レッドマンI・ロドリゲスD・リーL・カスティーヨM・カブレラA・L・ゴンザレスJ・コーナインJ・ピエールJ・エンカー · ナシオン |
| 5              | 三             | A・ラミレス       | 右             | K・ウッドD・ミラーE・キャロスM・グルジラネックA・ラミレスA・S・ゴンザレスM・アルーK・ロフトンS・ソーサ | 5                    | 三                   | M・カブレラ          | 右                   | M・レッドマンI・ロドリゲスD・リーL・カスティーヨM・カブレラA・L・ゴンザレスJ・コーナインJ・ピエールJ・エンカー · ナシオン |
| 6              | 一             | E・キャロス       | 右             | K・ウッドD・ミラーE・キャロスM・グルジラネックA・ラミレスA・S・ゴンザレスM・アルーK・ロフトンS・ソーサ | 6                    | 右                   | J・エンカーナシオン  | 右                   | M・レッドマンI・ロドリゲスD・リーL・カスティーヨM・カブレラA・L・ゴンザレスJ・コーナインJ・ピエールJ・エンカー · ナシオン |
| 7              | 遊             | A・S・ゴンザレス  | 右             | K・ウッドD・ミラーE・キャロスM・グルジラネックA・ラミレスA・S・ゴンザレスM・アルーK・ロフトンS・ソーサ | 7                    | 左                   | J・コーナイン        | 右                   | M・レッドマンI・ロドリゲスD・リーL・カスティーヨM・カブレラA・L・ゴンザレスJ・コーナインJ・ピエールJ・エンカー · ナシオン |
| 8              | 捕             | D・ミラー         | 右             | K・ウッドD・ミラーE・キャロスM・グルジラネックA・ラミレスA・S・ゴンザレスM・アルーK・ロフトンS・ソーサ | 8                    | 遊                   | A・L・ゴンザレス     | 右                   | M・レッドマンI・ロドリゲスD・リーL・カスティーヨM・カブレラA・L・ゴンザレスJ・コーナインJ・ピエールJ・エンカー · ナシオン |
| 9              | 投             | K・ウッド         | 右             | K・ウッドD・ミラーE・キャロスM・グルジラネックA・ラミレスA・S・ゴンザレスM・アルーK・ロフトンS・ソーサ | 9                    | 投                   | M・レッドマン        | 左                   | M・レッドマンI・ロドリゲスD・リーL・カスティーヨM・カブレラA・L・ゴンザレスJ・コーナインJ・ピエールJ・エンカー · ナシオン |
| 先発投手       | 先発投手       | 先発投手          | 投球           | K・ウッドD・ミラーE・キャロスM・グルジラネックA・ラミレスA・S・ゴンザレスM・アルーK・ロフトンS・ソーサ | 先発投手             | 先発投手             | 先発投手             | 投球                 | M・レッドマンI・ロドリゲスD・リーL・カスティーヨM・カブレラA・L・ゴンザレスJ・コーナインJ・ピエールJ・エンカー · ナシオン |
| K・ウッド      | K・ウッド      | K・ウッド         | 右             | K・ウッドD・ミラーE・キャロスM・グルジラネックA・ラミレスA・S・ゴンザレスM・アルーK・ロフトンS・ソーサ | M・レッドマン        | M・レッドマン        | M・レッドマン        | 左                   | M・レッドマンI・ロドリゲスD・リーL・カスティーヨM・カブレラA・L・ゴンザレスJ・コーナインJ・ピエールJ・エンカー · ナシオン |

### 第4戦 10月11日
- プロ・プレイヤー・スタジアム（フロリダ州マイアミガーデンズ）

|                      | 1 | 2 | 3 | 4 | 5 | 6 | 7 | 8 | 9 | R | H | E |
| -------------------- | - | - | - | - | - | - | - | - | - | - | - | - |
| シカゴ・カブス       | 4 | 0 | 2 | 1 | 0 | 0 | 1 | 0 | 0 | 8 | 8 | 0 |
| フロリダ・マーリンズ | 0 | 0 | 0 | 0 | 2 | 0 | 0 | 1 | 0 | 3 | 6 | 1 |

1. 勝利：マット・クレメント（1勝）
2. 敗戦：ドントレル・ウィリス（1敗）
3. 本塁打
CHC：アラミス・ラミレス2号満塁・3号ソロ
4. 審判
［球審］マイク・エベリット
［塁審］一塁: ラリー・ポンシーノ、二塁: マイク・ライリー、三塁: ジェリー・クロフォード
［外審］左翼: チャック・メリウェザー、右翼: フィールディン・カルブレス
5. 夜間試合  試合時間: 2時間58分  観客: 6万5829人  気温: 82°F（27.8°C）
詳細: MLB.com Gameday / ESPN.com / Baseball-Reference.com / Fangraphs

| シカゴ・カブス | シカゴ・カブス | シカゴ・カブス    | シカゴ・カブス | シカゴ・カブス                                                                                             | フロリダ・マーリンズ | フロリダ・マーリンズ | フロリダ・マーリンズ | フロリダ・マーリンズ | フロリダ・マーリンズ                                                                                           |
| -------------- | -------------- | ----------------- | -------------- | --- | -------------------- | -------------------- | -------------------- | -------------------- | --- |
| 打順           | 守備           | 選手              | 打席           | M・クレメントD・ミラーE・キャロスM・グルジラネックA・ラミレスA・S・ゴンザレスM・アルーK・ロフトンS・ソーサ | 打順                 | 守備                 | 選手                 | 打席                 | D・ウィリスI・ロドリゲスD・リーL・カスティーヨM・ローウェルA・L・ゴンザレスJ・コーナインJ・ピエールM・カブレラ |
| 1              | 中             | K・ロフトン       | 左             | M・クレメントD・ミラーE・キャロスM・グルジラネックA・ラミレスA・S・ゴンザレスM・アルーK・ロフトンS・ソーサ | 1                    | 中                   | J・ピエール          | 左                   | D・ウィリスI・ロドリゲスD・リーL・カスティーヨM・ローウェルA・L・ゴンザレスJ・コーナインJ・ピエールM・カブレラ |
| 2              | 二             | M・グルジラネック | 右             | M・クレメントD・ミラーE・キャロスM・グルジラネックA・ラミレスA・S・ゴンザレスM・アルーK・ロフトンS・ソーサ | 2                    | 二                   | L・カスティーヨ      | 両                   | D・ウィリスI・ロドリゲスD・リーL・カスティーヨM・ローウェルA・L・ゴンザレスJ・コーナインJ・ピエールM・カブレラ |
| 3              | 右             | S・ソーサ         | 右             | M・クレメントD・ミラーE・キャロスM・グルジラネックA・ラミレスA・S・ゴンザレスM・アルーK・ロフトンS・ソーサ | 3                    | 捕                   | I・ロドリゲス        | 右                   | D・ウィリスI・ロドリゲスD・リーL・カスティーヨM・ローウェルA・L・ゴンザレスJ・コーナインJ・ピエールM・カブレラ |
| 4              | 左             | M・アルー         | 右             | M・クレメントD・ミラーE・キャロスM・グルジラネックA・ラミレスA・S・ゴンザレスM・アルーK・ロフトンS・ソーサ | 4                    | 一                   | D・リー              | 右                   | D・ウィリスI・ロドリゲスD・リーL・カスティーヨM・ローウェルA・L・ゴンザレスJ・コーナインJ・ピエールM・カブレラ |
| 5              | 三             | A・ラミレス       | 右             | M・クレメントD・ミラーE・キャロスM・グルジラネックA・ラミレスA・S・ゴンザレスM・アルーK・ロフトンS・ソーサ | 5                    | 右                   | M・カブレラ          | 右                   | D・ウィリスI・ロドリゲスD・リーL・カスティーヨM・ローウェルA・L・ゴンザレスJ・コーナインJ・ピエールM・カブレラ |
| 6              | 一             | E・キャロス       | 右             | M・クレメントD・ミラーE・キャロスM・グルジラネックA・ラミレスA・S・ゴンザレスM・アルーK・ロフトンS・ソーサ | 6                    | 三                   | M・ローウェル        | 右                   | D・ウィリスI・ロドリゲスD・リーL・カスティーヨM・ローウェルA・L・ゴンザレスJ・コーナインJ・ピエールM・カブレラ |
| 7              | 遊             | A・S・ゴンザレス  | 右             | M・クレメントD・ミラーE・キャロスM・グルジラネックA・ラミレスA・S・ゴンザレスM・アルーK・ロフトンS・ソーサ | 7                    | 左                   | J・コーナイン        | 右                   | D・ウィリスI・ロドリゲスD・リーL・カスティーヨM・ローウェルA・L・ゴンザレスJ・コーナインJ・ピエールM・カブレラ |
| 8              | 捕             | D・ミラー         | 右             | M・クレメントD・ミラーE・キャロスM・グルジラネックA・ラミレスA・S・ゴンザレスM・アルーK・ロフトンS・ソーサ | 8                    | 遊                   | A・L・ゴンザレス     | 右                   | D・ウィリスI・ロドリゲスD・リーL・カスティーヨM・ローウェルA・L・ゴンザレスJ・コーナインJ・ピエールM・カブレラ |
| 9              | 投             | M・クレメント     | 右             | M・クレメントD・ミラーE・キャロスM・グルジラネックA・ラミレスA・S・ゴンザレスM・アルーK・ロフトンS・ソーサ | 9                    | 投                   | D・ウィリス          | 左                   | D・ウィリスI・ロドリゲスD・リーL・カスティーヨM・ローウェルA・L・ゴンザレスJ・コーナインJ・ピエールM・カブレラ |
| 先発投手       | 先発投手       | 先発投手          | 投球           | M・クレメントD・ミラーE・キャロスM・グルジラネックA・ラミレスA・S・ゴンザレスM・アルーK・ロフトンS・ソーサ | 先発投手             | 先発投手             | 先発投手             | 投球                 | D・ウィリスI・ロドリゲスD・リーL・カスティーヨM・ローウェルA・L・ゴンザレスJ・コーナインJ・ピエールM・カブレラ |
| M・クレメント  | M・クレメント  | M・クレメント     | 右             | M・クレメントD・ミラーE・キャロスM・グルジラネックA・ラミレスA・S・ゴンザレスM・アルーK・ロフトンS・ソーサ | D・ウィリス          | D・ウィリス          | D・ウィリス          | 左                   | D・ウィリスI・ロドリゲスD・リーL・カスティーヨM・ローウェルA・L・ゴンザレスJ・コーナインJ・ピエールM・カブレラ |

### 第5戦 10月12日
- プロ・プレイヤー・スタジアム（フロリダ州マイアミガーデンズ）

|                      | 1 | 2 | 3 | 4 | 5 | 6 | 7 | 8 | 9 | R | H | E |
| -------------------- | - | - | - | - | - | - | - | - | - | - | - | - |
| シカゴ・カブス       | 0 | 0 | 0 | 0 | 0 | 0 | 0 | 0 | 0 | 0 | 2 | 0 |
| フロリダ・マーリンズ | 0 | 0 | 0 | 0 | 2 | 0 | 1 | 1 | X | 4 | 8 | 0 |

1. 勝利：ジョシュ・ベケット（1勝）
2. 敗戦：カルロス・ザンブラーノ（1敗）
3. 本塁打
FLA：マイク・ローウェル2号2ラン、イバン・ロドリゲス2号ソロ、ジェフ・コーナイン1号ソロ
4. 審判
［球審］ラリー・ポンシーノ
［塁審］一塁: マイク・ライリー、二塁: ジェリー・クロフォード、三塁: チャック・メリウェザー
［外審］左翼: フィールディン・カルブレス、右翼: マイク・エベリット
5. 昼間試合  試合時間: 2時間42分  観客: 6万5279人  気温: 89°F（31.7°C）
詳細: MLB.com Gameday / ESPN.com / Baseball-Reference.com / Fangraphs

| シカゴ・カブス  | シカゴ・カブス  | シカゴ・カブス    | シカゴ・カブス | シカゴ・カブス                                                                                             | フロリダ・マーリンズ | フロリダ・マーリンズ | フロリダ・マーリンズ | フロリダ・マーリンズ | フロリダ・マーリンズ                                                                                           |
| --------------- | --------------- | ----------------- | -------------- | --- | -------------------- | -------------------- | -------------------- | -------------------- | --- |
| 打順            | 守備            | 選手              | 打席           | C・ザンブラーノP・バコR・サイモンM・グルジラネックA・ラミレスA・S・ゴンザレスM・アルーK・ロフトンS・ソーサ | 打順                 | 守備                 | 選手                 | 打席                 | J・ベケットI・ロドリゲスD・リーL・カスティーヨM・ローウェルA・L・ゴンザレスJ・コーナインJ・ピエールM・カブレラ |
| 1               | 中              | K・ロフトン       | 左             | C・ザンブラーノP・バコR・サイモンM・グルジラネックA・ラミレスA・S・ゴンザレスM・アルーK・ロフトンS・ソーサ | 1                    | 中                   | J・ピエール          | 左                   | J・ベケットI・ロドリゲスD・リーL・カスティーヨM・ローウェルA・L・ゴンザレスJ・コーナインJ・ピエールM・カブレラ |
| 2               | 二              | M・グルジラネック | 右             | C・ザンブラーノP・バコR・サイモンM・グルジラネックA・ラミレスA・S・ゴンザレスM・アルーK・ロフトンS・ソーサ | 2                    | 二                   | L・カスティーヨ      | 両                   | J・ベケットI・ロドリゲスD・リーL・カスティーヨM・ローウェルA・L・ゴンザレスJ・コーナインJ・ピエールM・カブレラ |
| 3               | 右              | S・ソーサ         | 右             | C・ザンブラーノP・バコR・サイモンM・グルジラネックA・ラミレスA・S・ゴンザレスM・アルーK・ロフトンS・ソーサ | 3                    | 捕                   | I・ロドリゲス        | 右                   | J・ベケットI・ロドリゲスD・リーL・カスティーヨM・ローウェルA・L・ゴンザレスJ・コーナインJ・ピエールM・カブレラ |
| 4               | 左              | M・アルー         | 右             | C・ザンブラーノP・バコR・サイモンM・グルジラネックA・ラミレスA・S・ゴンザレスM・アルーK・ロフトンS・ソーサ | 4                    | 右                   | M・カブレラ          | 右                   | J・ベケットI・ロドリゲスD・リーL・カスティーヨM・ローウェルA・L・ゴンザレスJ・コーナインJ・ピエールM・カブレラ |
| 5               | 三              | A・ラミレス       | 右             | C・ザンブラーノP・バコR・サイモンM・グルジラネックA・ラミレスA・S・ゴンザレスM・アルーK・ロフトンS・ソーサ | 5                    | 一                   | D・リー              | 右                   | J・ベケットI・ロドリゲスD・リーL・カスティーヨM・ローウェルA・L・ゴンザレスJ・コーナインJ・ピエールM・カブレラ |
| 6               | 一              | R・サイモン       | 左             | C・ザンブラーノP・バコR・サイモンM・グルジラネックA・ラミレスA・S・ゴンザレスM・アルーK・ロフトンS・ソーサ | 6                    | 三                   | M・ローウェル        | 右                   | J・ベケットI・ロドリゲスD・リーL・カスティーヨM・ローウェルA・L・ゴンザレスJ・コーナインJ・ピエールM・カブレラ |
| 7               | 遊              | A・S・ゴンザレス  | 右             | C・ザンブラーノP・バコR・サイモンM・グルジラネックA・ラミレスA・S・ゴンザレスM・アルーK・ロフトンS・ソーサ | 7                    | 左                   | J・コーナイン        | 右                   | J・ベケットI・ロドリゲスD・リーL・カスティーヨM・ローウェルA・L・ゴンザレスJ・コーナインJ・ピエールM・カブレラ |
| 8               | 捕              | P・バコ           | 右             | C・ザンブラーノP・バコR・サイモンM・グルジラネックA・ラミレスA・S・ゴンザレスM・アルーK・ロフトンS・ソーサ | 8                    | 遊                   | A・L・ゴンザレス     | 右                   | J・ベケットI・ロドリゲスD・リーL・カスティーヨM・ローウェルA・L・ゴンザレスJ・コーナインJ・ピエールM・カブレラ |
| 9               | 投              | C・ザンブラーノ   | 両             | C・ザンブラーノP・バコR・サイモンM・グルジラネックA・ラミレスA・S・ゴンザレスM・アルーK・ロフトンS・ソーサ | 9                    | 投                   | J・ベケット          | 右                   | J・ベケットI・ロドリゲスD・リーL・カスティーヨM・ローウェルA・L・ゴンザレスJ・コーナインJ・ピエールM・カブレラ |
| 先発投手        | 先発投手        | 先発投手          | 投球           | C・ザンブラーノP・バコR・サイモンM・グルジラネックA・ラミレスA・S・ゴンザレスM・アルーK・ロフトンS・ソーサ | 先発投手             | 先発投手             | 先発投手             | 投球                 | J・ベケットI・ロドリゲスD・リーL・カスティーヨM・ローウェルA・L・ゴンザレスJ・コーナインJ・ピエールM・カブレラ |
| C・ザンブラーノ | C・ザンブラーノ | C・ザンブラーノ   | 右             | C・ザンブラーノP・バコR・サイモンM・グルジラネックA・ラミレスA・S・ゴンザレスM・アルーK・ロフトンS・ソーサ | J・ベケット          | J・ベケット          | J・ベケット          | 右                   | J・ベケットI・ロドリゲスD・リーL・カスティーヨM・ローウェルA・L・ゴンザレスJ・コーナインJ・ピエールM・カブレラ |

### 第6戦 10月14日
- リグレー・フィールド（イリノイ州シカゴ）

|                      | 1 | 2 | 3 | 4 | 5 | 6 | 7 | 8 | 9 | R | H  | E |
| -------------------- | - | - | - | - | - | - | - | - | - | - | -- | - |
| フロリダ・マーリンズ | 0 | 0 | 0 | 0 | 0 | 0 | 0 | 8 | 0 | 8 | 9  | 0 |
| シカゴ・カブス       | 1 | 0 | 0 | 0 | 0 | 1 | 1 | 0 | 0 | 3 | 10 | 2 |

1. 勝利：チャド・フォックス（1勝）
2. 敗戦：マーク・プライアー（1勝1敗）
3. 審判
［球審］マイク・ライリー
［塁審］一塁: ジェリー・クロフォード、二塁: チャック・メリウェザー、三塁: フィールディン・カルブレス
［外審］左翼: マイク・エベリット、右翼: ラリー・ポンシーノ
4. 夜間試合  試合時間: 3時間0分  観客: 3万9577人  気温: 57°F（13.9°C）
詳細: MLB.com Gameday / ESPN.com / Baseball-Reference.com / Fangraphs

| フロリダ・マーリンズ | フロリダ・マーリンズ | フロリダ・マーリンズ | フロリダ・マーリンズ | フロリダ・マーリンズ                                                                                           | シカゴ・カブス | シカゴ・カブス | シカゴ・カブス    | シカゴ・カブス | シカゴ・カブス                                                                                           |
| -------------------- | -------------------- | -------------------- | -------------------- | --- | -------------- | -------------- | ----------------- | -------------- | --- |
| 打順                 | 守備                 | 選手                 | 打席                 | C・パバーノI・ロドリゲスD・リーL・カスティーヨM・ローウェルA・L・ゴンザレスJ・コーナインJ・ピエールM・カブレラ | 打順           | 守備           | 選手              | 打席           | M・プライアーP・バコR・サイモンM・グルジラネックA・ラミレスA・S・ゴンザレスM・アルーK・ロフトンS・ソーサ |
| 1                    | 中                   | J・ピエール          | 左                   | C・パバーノI・ロドリゲスD・リーL・カスティーヨM・ローウェルA・L・ゴンザレスJ・コーナインJ・ピエールM・カブレラ | 1              | 中             | K・ロフトン       | 左             | M・プライアーP・バコR・サイモンM・グルジラネックA・ラミレスA・S・ゴンザレスM・アルーK・ロフトンS・ソーサ |
| 2                    | 二                   | L・カスティーヨ      | 両                   | C・パバーノI・ロドリゲスD・リーL・カスティーヨM・ローウェルA・L・ゴンザレスJ・コーナインJ・ピエールM・カブレラ | 2              | 二             | M・グルジラネック | 右             | M・プライアーP・バコR・サイモンM・グルジラネックA・ラミレスA・S・ゴンザレスM・アルーK・ロフトンS・ソーサ |
| 3                    | 捕                   | I・ロドリゲス        | 右                   | C・パバーノI・ロドリゲスD・リーL・カスティーヨM・ローウェルA・L・ゴンザレスJ・コーナインJ・ピエールM・カブレラ | 3              | 右             | S・ソーサ         | 右             | M・プライアーP・バコR・サイモンM・グルジラネックA・ラミレスA・S・ゴンザレスM・アルーK・ロフトンS・ソーサ |
| 4                    | 右                   | M・カブレラ          | 右                   | C・パバーノI・ロドリゲスD・リーL・カスティーヨM・ローウェルA・L・ゴンザレスJ・コーナインJ・ピエールM・カブレラ | 4              | 左             | M・アルー         | 右             | M・プライアーP・バコR・サイモンM・グルジラネックA・ラミレスA・S・ゴンザレスM・アルーK・ロフトンS・ソーサ |
| 5                    | 一                   | D・リー              | 右                   | C・パバーノI・ロドリゲスD・リーL・カスティーヨM・ローウェルA・L・ゴンザレスJ・コーナインJ・ピエールM・カブレラ | 5              | 三             | A・ラミレス       | 右             | M・プライアーP・バコR・サイモンM・グルジラネックA・ラミレスA・S・ゴンザレスM・アルーK・ロフトンS・ソーサ |
| 6                    | 三                   | M・ローウェル        | 右                   | C・パバーノI・ロドリゲスD・リーL・カスティーヨM・ローウェルA・L・ゴンザレスJ・コーナインJ・ピエールM・カブレラ | 6              | 一             | R・サイモン       | 左             | M・プライアーP・バコR・サイモンM・グルジラネックA・ラミレスA・S・ゴンザレスM・アルーK・ロフトンS・ソーサ |
| 7                    | 左                   | J・コーナイン        | 右                   | C・パバーノI・ロドリゲスD・リーL・カスティーヨM・ローウェルA・L・ゴンザレスJ・コーナインJ・ピエールM・カブレラ | 7              | 遊             | A・S・ゴンザレス  | 右             | M・プライアーP・バコR・サイモンM・グルジラネックA・ラミレスA・S・ゴンザレスM・アルーK・ロフトンS・ソーサ |
| 8                    | 遊                   | A・L・ゴンザレス     | 右                   | C・パバーノI・ロドリゲスD・リーL・カスティーヨM・ローウェルA・L・ゴンザレスJ・コーナインJ・ピエールM・カブレラ | 8              | 捕             | P・バコ           | 左             | M・プライアーP・バコR・サイモンM・グルジラネックA・ラミレスA・S・ゴンザレスM・アルーK・ロフトンS・ソーサ |
| 9                    | 投                   | C・パバーノ          | 右                   | C・パバーノI・ロドリゲスD・リーL・カスティーヨM・ローウェルA・L・ゴンザレスJ・コーナインJ・ピエールM・カブレラ | 9              | 投             | M・プライアー     | 右             | M・プライアーP・バコR・サイモンM・グルジラネックA・ラミレスA・S・ゴンザレスM・アルーK・ロフトンS・ソーサ |
| 先発投手             | 先発投手             | 先発投手             | 投球                 | C・パバーノI・ロドリゲスD・リーL・カスティーヨM・ローウェルA・L・ゴンザレスJ・コーナインJ・ピエールM・カブレラ | 先発投手       | 先発投手       | 先発投手          | 投球           | M・プライアーP・バコR・サイモンM・グルジラネックA・ラミレスA・S・ゴンザレスM・アルーK・ロフトンS・ソーサ |
| C・パバーノ          | C・パバーノ          | C・パバーノ          | 右                   | C・パバーノI・ロドリゲスD・リーL・カスティーヨM・ローウェルA・L・ゴンザレスJ・コーナインJ・ピエールM・カブレラ | M・プライアー  | M・プライアー  | M・プライアー     | 右             | M・プライアーP・バコR・サイモンM・グルジラネックA・ラミレスA・S・ゴンザレスM・アルーK・ロフトンS・ソーサ |

### 第7戦 10月15日
- リグレー・フィールド（イリノイ州シカゴ）

|                      | 1 | 2 | 3 | 4 | 5 | 6 | 7 | 8 | 9 | R | H  | E |
| -------------------- | - | - | - | - | - | - | - | - | - | - | -- | - |
| フロリダ・マーリンズ | 3 | 0 | 0 | 0 | 3 | 1 | 2 | 0 | 0 | 9 | 12 | 0 |
| シカゴ・カブス       | 0 | 3 | 2 | 0 | 0 | 0 | 1 | 0 | 0 | 6 | 6  | 0 |

1. 勝利：ブラッド・ペニー（1勝1敗）
2. セーブ：ウーゲット・ウービナ（2S）
3. 敗戦：ケリー・ウッド（1敗）
4. 本塁打
FLA：ミゲル・カブレラ3号3ラン
CHC：ケリー・ウッド1号2ラン、モイゼス・アルー2号2ラン、トロイ・オレアリー1号ソロ
5. 審判
［球審］ジェリー・クロフォード
［塁審］一塁: チャック・メリウェザー、二塁: フィールディン・カルブレス、三塁: マイク・エベリット
［外審］左翼: ラリー・ポンシーノ、右翼: マイク・ライリー
6. 夜間試合  試合時間: 3時間11分  観客: 3万9574人  気温: 60°F（15.6°C）
詳細: MLB.com Gameday / ESPN.com / Baseball-Reference.com / Fangraphs

| フロリダ・マーリンズ | フロリダ・マーリンズ | フロリダ・マーリンズ | フロリダ・マーリンズ | フロリダ・マーリンズ                                                                                             | シカゴ・カブス | シカゴ・カブス | シカゴ・カブス    | シカゴ・カブス | シカゴ・カブス                                                                                         |
| -------------------- | -------------------- | -------------------- | -------------------- | --- | -------------- | -------------- | ----------------- | -------------- | --- |
| 打順                 | 守備                 | 選手                 | 打席                 | M・レッドマンI・ロドリゲスD・リーL・カスティーヨM・ローウェルA・L・ゴンザレスJ・コーナインJ・ピエールM・カブレラ | 打順           | 守備           | 選手              | 打席           | K・ウッドD・ミラーE・キャロスM・グルジラネックA・ラミレスA・S・ゴンザレスM・アルーK・ロフトンS・ソーサ |
| 1                    | 中                   | J・ピエール          | 左                   | M・レッドマンI・ロドリゲスD・リーL・カスティーヨM・ローウェルA・L・ゴンザレスJ・コーナインJ・ピエールM・カブレラ | 1              | 中             | K・ロフトン       | 左             | K・ウッドD・ミラーE・キャロスM・グルジラネックA・ラミレスA・S・ゴンザレスM・アルーK・ロフトンS・ソーサ |
| 2                    | 二                   | L・カスティーヨ      | 両                   | M・レッドマンI・ロドリゲスD・リーL・カスティーヨM・ローウェルA・L・ゴンザレスJ・コーナインJ・ピエールM・カブレラ | 2              | 二             | M・グルジラネック | 右             | K・ウッドD・ミラーE・キャロスM・グルジラネックA・ラミレスA・S・ゴンザレスM・アルーK・ロフトンS・ソーサ |
| 3                    | 捕                   | I・ロドリゲス        | 右                   | M・レッドマンI・ロドリゲスD・リーL・カスティーヨM・ローウェルA・L・ゴンザレスJ・コーナインJ・ピエールM・カブレラ | 3              | 右             | S・ソーサ         | 右             | K・ウッドD・ミラーE・キャロスM・グルジラネックA・ラミレスA・S・ゴンザレスM・アルーK・ロフトンS・ソーサ |
| 4                    | 右                   | M・カブレラ          | 右                   | M・レッドマンI・ロドリゲスD・リーL・カスティーヨM・ローウェルA・L・ゴンザレスJ・コーナインJ・ピエールM・カブレラ | 4              | 左             | M・アルー         | 右             | K・ウッドD・ミラーE・キャロスM・グルジラネックA・ラミレスA・S・ゴンザレスM・アルーK・ロフトンS・ソーサ |
| 5                    | 一                   | D・リー              | 右                   | M・レッドマンI・ロドリゲスD・リーL・カスティーヨM・ローウェルA・L・ゴンザレスJ・コーナインJ・ピエールM・カブレラ | 5              | 三             | A・ラミレス       | 右             | K・ウッドD・ミラーE・キャロスM・グルジラネックA・ラミレスA・S・ゴンザレスM・アルーK・ロフトンS・ソーサ |
| 6                    | 三                   | M・ローウェル        | 右                   | M・レッドマンI・ロドリゲスD・リーL・カスティーヨM・ローウェルA・L・ゴンザレスJ・コーナインJ・ピエールM・カブレラ | 6              | 一             | E・キャロス       | 右             | K・ウッドD・ミラーE・キャロスM・グルジラネックA・ラミレスA・S・ゴンザレスM・アルーK・ロフトンS・ソーサ |
| 7                    | 左                   | J・コーナイン        | 右                   | M・レッドマンI・ロドリゲスD・リーL・カスティーヨM・ローウェルA・L・ゴンザレスJ・コーナインJ・ピエールM・カブレラ | 7              | 遊             | A・S・ゴンザレス  | 右             | K・ウッドD・ミラーE・キャロスM・グルジラネックA・ラミレスA・S・ゴンザレスM・アルーK・ロフトンS・ソーサ |
| 8                    | 遊                   | A・L・ゴンザレス     | 右                   | M・レッドマンI・ロドリゲスD・リーL・カスティーヨM・ローウェルA・L・ゴンザレスJ・コーナインJ・ピエールM・カブレラ | 8              | 捕             | D・ミラー         | 右             | K・ウッドD・ミラーE・キャロスM・グルジラネックA・ラミレスA・S・ゴンザレスM・アルーK・ロフトンS・ソーサ |
| 9                    | 投                   | M・レッドマン        | 左                   | M・レッドマンI・ロドリゲスD・リーL・カスティーヨM・ローウェルA・L・ゴンザレスJ・コーナインJ・ピエールM・カブレラ | 9              | 投             | K・ウッド         | 右             | K・ウッドD・ミラーE・キャロスM・グルジラネックA・ラミレスA・S・ゴンザレスM・アルーK・ロフトンS・ソーサ |
| 先発投手             | 先発投手             | 先発投手             | 投球                 | M・レッドマンI・ロドリゲスD・リーL・カスティーヨM・ローウェルA・L・ゴンザレスJ・コーナインJ・ピエールM・カブレラ | 先発投手       | 先発投手       | 先発投手          | 投球           | K・ウッドD・ミラーE・キャロスM・グルジラネックA・ラミレスA・S・ゴンザレスM・アルーK・ロフトンS・ソーサ |
| M・レッドマン        | M・レッドマン        | M・レッドマン        | 左                   | M・レッドマンI・ロドリゲスD・リーL・カスティーヨM・ローウェルA・L・ゴンザレスJ・コーナインJ・ピエールM・カブレラ | K・ウッド      | K・ウッド      | K・ウッド         | 右             | K・ウッドD・ミラーE・キャロスM・グルジラネックA・ラミレスA・S・ゴンザレスM・アルーK・ロフトンS・ソーサ |